# Roman Horak (Literaturwissenschaftler)

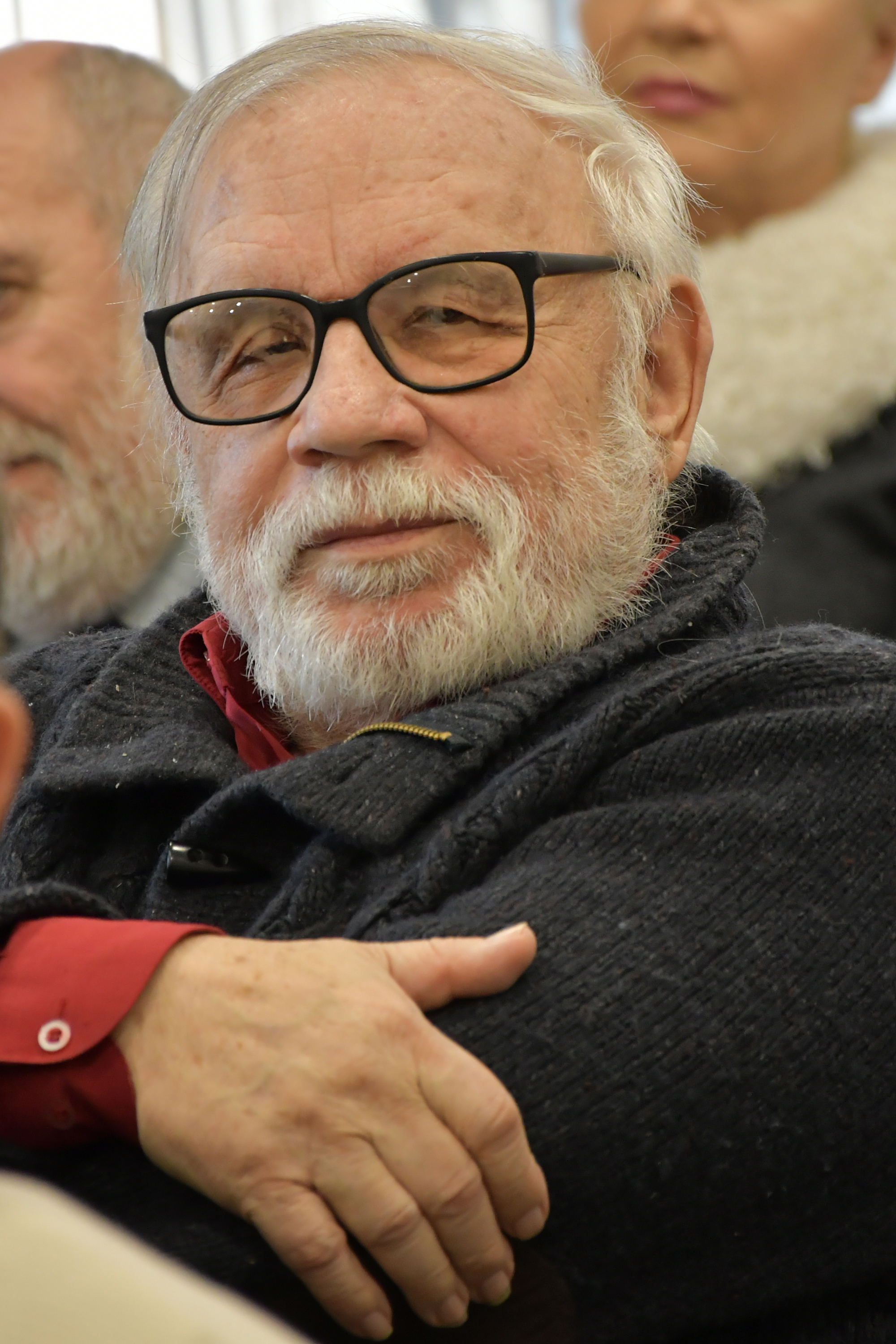
Roman Horak

Roman Dmytrowytsch Horak (ukrainisch Роман Дмитрович Горак; * 17. Januar 1942 in Horodok, Generalgouvernement) ist ein ukrainischer Schriftsteller, Literaturwissenschaftler und Museumsleiter.

## Leben
Horak studierte von 1959 bis 1964 an der Fakultät für Chemie der Iwan-Franko-Universität Lwiw.
Roman Horak ist Verfasser von mehr als 300 Studien und Artikeln zu Iwan Franko und anderen Schriftstellern sowie seit 1993 Direktor des Nationalen Iwan Franko-Literatur- und Gedenkmuseums (Львівський національний літературно-меморіальний музей Івана Франка) in Lwiw. Seit 1988 ist Horak Mitglied des Nationalen Schriftstellerverbandes der Ukraine.

## Ehrungen
Horak erhielt zahlreiche Ehrungen, darunter den Iwan-Franko-Literaturpreis und den Ehrentitel „Verdienter der Kultur der Ukraine“.
2011 wurde ihm mit dem Taras-Schewtschenko-Preis der ukrainische Staatspreis für Kultur verliehen.